# Solid freeform fabrication
Solid freeform fabrication, afkorting SFF, is een verzamelnaam voor productietechnieken voor het vervaardigen van een fysiek voorwerp door het sequentieel leveren van energie en/of materiaal aan een specifiek punt in de ruimte. SFF wordt soms aangeduid als rapid prototyping, rapid manufacturing, layered manufacturing of  additive fabrication.

## Rapid
De toepassing van SFF wordt ook weleens rapid prototyping of rapid manufacturing genoemd, omdat de productietechnieken in vergelijking met substratieve productietechnieken, zoals frezen of draaien, minder tijd kosten:
- omdat SFF-technieken minder nabewerkingen vereisen voor dezelfde complexe vormen,
- omdat SFF-technieken geen productspecifieke gereedschappen gebruiken, zoals een matrijs, welke eerst gemaakt moeten worden voordat geproduceerd kan worden,
- omdat de machine niet per productserie omgesteld hoeft te worden,
- omdat de meeste SFF-technieken geen fixatie van het product vereist, wat ook daar tijdwinst oplevert.

## Technieken
Stereolithografie (SLA of STL)
gebruikt een laser om vloeibare stoffen te polymeriseren.
Fused deposition modeling (FDM)
het laagsgewijs, met kunststof komende uit een spuitmond, opbouwen van het fysieke model.
Laminated object modeling (LOM)
Van het virtuele model worden fysieke doorsneden van papier of kunststof gemaakt. Deze worden vervolgens aan elkaar gelijmd. Het eindproduct lijkt op hout.
Selective laser sintering (SLS)
Een laser smelt, op basis van de doorsnede van het virtuele model, metaal poeder. Zo wordt laag voor laag het gehele model opgebouwd.
3D printing
Een printer brengt (print) laag voor laag het materiaal aan.
Laser engineered net shaping (LENS)
-
Multi jet modelling (MJM)
Het door middel van wax, laagsgewijs opbouwen van een model in vierkanstspatroon. Hiermee kunnen ingewikkelde modellen gemaakt worden. Deze modellen zijn echter zeer fragiel.
| Techniek                   | Nauwkeurigheid (mm/mm) | Maximale object grootte (mm)         | Bewerkingstijd (uu:mm) |
| -------------------------- | ---------------------- | ------------------------------------ | ---------------------- |
| Fused deposition modelling | 0.005                  | 254 x 254 x 254 (Stratasys)          | 12:39                  |
| Laminated object modeling  | 0.01                   | 812 x 558 x 508 (Cubic Technologies) | 11:02                  |
| Selective laser sintering  | 0.005                  | 381 x 330 x 457 (3D Systems)         | 4:55                   |
| Solid ground curing        | 0.006                  | 508 x 355 x 508 (Cubital)            | 11:21                  |
| Stereolithography          | 0.003                  | 990 x 787 x 508 (Sony)               | 7:03                   |